# ダグパン駅
ダグパン駅はパンガシナン州ダグパンに存在したフィリピン国鉄フィリピン国鉄北方本線のターミナル駅。現在は廃止となっている。

## 歴史
ダグパン駅は1892年11月24日に開業し、当時はマニラ-ダグパン鉄道の終着駅であった。その後、路線がラウニオン州まで延長されると割栗石葺きの新しい駅が現在のダグパン市PNR通りの近くに建てられた。
アミアナ急行、ダグパン急行、イロコス急行など多くの急行の駅、フラッグストップ駅として利用され、1973年に導入されたイロコス特急(Ilocos Special 、Train 26)はマニラまでの195㎞を4時間で結んでいた。
1980年代に入ると北方本線の営業区間は徐々に短くなり多くの駅が廃止や休止となっていき、ダグパン駅も運用を終了した。
新旧両方の駅舎が現存しており、駅舎のプラットホームは現在ゴミ捨て場となっている。